# هورنايكر ميندز مرعيروس
هورنايكر ميندز مرعيروس (25 أبريل 1995 في البرازيل – )؛ هو لاعب كرة قدم كان يلعب كمدافع.

## وصلات خارجية
- هورنايكر ميندز مرعيروس على موقع رابطة كرة القدم اليابانية للمحترفين (اليابانية)
- هورنايكر ميندز مرعيروس على موقع قاعدة بيانات كرة القدم.إي يو (الإنجليزية)
- هورنايكر ميندز مرعيروس على موقع Soccerway.com (الإنجليزية)
- هورنايكر ميندز مرعيروس على موقع عالم كرة القدم.نت (الإنجليزية)